# Guntramsdorf
Guntramsdorf är en ort och kommun  i Österrike. Den ligger i distriktet Mödling i förbundslandet Niederösterreich, cirka 18 kilometer söder om Wien.